# Gloria Salguero Gross
Mercedes Gloria Salguero Gross (Santa Ana, 24 de septiembre de 1941 - 1 de noviembre de 2015) fue una empresaria y política  salvadoreña, y parte de los fundadores del partido Alianza Republicana Nacionalista (ARENA).

## Biografía

### Primeros años y familia
Era hija de Miguel Ángel Salguero y de Victoria Carolina Gross de Salguero, terratenientes con inversiones agrícolas y ganaderas; esta última, de ascendencia germano-judía, se desempeñaba también como terrateniente y abogada.

### Estudios
Realizó sus estudios primarios y secundarios en el Colegio La Asunción, en Santa Ana y San Salvador. Estudió Economía en la Universidad Centroamericana "José Simeón Cañas". En Europa realizó estudios de historia universal, geografía, literatura y apreciación de pintura en Suiza, Francia y el Reino Unido. Hablaba español, inglés, alemán y francés.

### Política
Fue la segunda Presidenta de la Asamblea Legislativa, pero la primera en un período completo de 1994 a 1997, ya que María Julia Castillo Rodas, del PCN, fue la primera mujer en ejercer este cargo público en la historia del país entre los años de 1983 y 1985. Posteriormente, Salguero Gross fue nombrada Comisionada Presidencial para la Gobernabilidad Democrática de 2004 a 2009.
Sus inicios en la política como Diputada en el parlamento salvadoreño comenzaron en el año 1982, donde fue Diputada Constituyente en el período (1982-1983), desempeñando el cargo de Secretaria de la Junta Directiva, cuando la Asamblea Constituyente redactó la actual Constitución de la República de El Salvador, además de ello integró la Comisión de Redacción de la Constitución, destacándose como una de las personas que aportó grandes ideas al momento de redactar los artículos de la actual Constitución.
De 1988 a 1991 fue Secretaria de la Junta Directiva de la Asamblea Legislativa. Fue Vicepresidenta de la Asamblea Legislativa en el período de 1991 a 1994, e integrante de la Comisión Nacional para la Consolidación de la Paz (COPAZ) de 1992 a 1994,
Fue Presidenta de Alianza Republicana Nacionalista en el año de (1995 a 1997), Presidenta de la Fundación Democracia, Paz, Progreso y Libertad (FUNDEPAL) de (1997 a 2001), y encargada de los Asuntos Políticos del COENA, (1991-1995), 
En 2001, renunció a Alianza Republicana Nacionalista en la que desempeñaba el cargo de Diputada propietaria, para fundar otro partido: el Partido Popular Republicano (PPR), por diferencias con el entonces Consejo Ejecutivo Nacional del partido; tras casi tres años de ausencia, en 2003 regresó a ARENA, para apoyar al presidente del COENA, José Antonio Salaverria y al en ese momento candidato presidencial, Elías Antonio Saca.
Otros cargos: Diputada del Parlamento Centroamericano de (2001 a 2006), y Vicepresidenta del Parlamento Latinoamericano (1994 a 1997). Comisionada Presidencial para la Gobernabilidad Democrática para el período de (2004 a 2009) y como Designada a la Presidencia de la República se desempeñó como Coordinadora de la Comisión Nacional de Desarrollo Local (CONADEL) y Coordinadora de la Comisión Nacional de Desarrollo Laboral (CONAMOL), así mismo como Coordinadora de la Mesa Permanente de Diálogo y Entendimientos, durante el mandato del Presidente de la República Elías Antonio Saca.
Entre varios reconocimientos que le fueron otorgados, uno de los más sobresalientes fue la haber sido reconocida por la Honorable Asamblea Legislativa el 11 de junio de 2010, con la máxima distinción que brinda el país, al nombrarla "Hija Meritísima de El Salvador", en reconocimiento a su larga trayectoria política de más de 30 años.

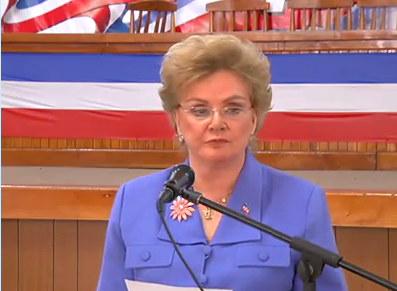
Salguero Gross lanza su candidatura a la Presidencia de la República en junio de 2012.

Se desempeñó además como Presidenta de la Asociación de Parlamentarias y Ex Parlamentarias Salvadoreñas (ASPARLEXSAL) desde el año 2001. Fue Presidenta del Movimiento Cívico Republicano, integrante del Consejo de Igualdad y Equidad de El Salvador -CIE-, promovido por los organismos internacionales, integrante del Consejo Asesor de ARENA, y Directora de Control y Campaña del mismo partido político.
En junio de 2012 pidió a su partido ARENA la postulación como candidata a la Presidencia de la República, para el período 2014-2019. Sin embargo, el 20 de agosto de ese mismo año el Consejo Ejecutivo Nacional eligió a Norman Quijano como el candidato del partido.

## Fallecimiento
Falleció en Santa Ana de la madrugada del 1 de noviembre de 2015 a los 74 años de edad, por un paro cardíaco.